# Regija Antofagasta
II. regija Antofagasta (španjolski: Región de Antofagasta) je jedna od 15 regija u Čileu. Nalazi se na sjeveru zemlje na istoku regije je državna granica s Bolivijom i Argentinom.

## Administrativna podjela
Regija je podjeljena na tri provincije i devet općina.
| Provincija  | Središte    | Općina               | Ostali gradovi                                            |
| ----------- | ----------- | -------------------- | --------------------------------------------------------- |
| Antofagasta | Antofagasta | Antofagasta          |                                                           |
| Antofagasta | Antofagasta | Mejillones           | Hornitos                                                  |
| Antofagasta | Antofagasta | Sierra Gorda         |                                                           |
| Antofagasta | Antofagasta | Taltal               |                                                           |
| El Loa      | Calama      | Calama               | Ayquina Caspana Lasana San Francisco de Chiu Chiu Toconce |
| El Loa      | Calama      | Ollagüe              |                                                           |
| El Loa      | Calama      | San Pedro de Atacama | Socaire Toconao                                           |
| Tocopilla   | Tocopilla   | Tocopilla            |                                                           |
| Tocopilla   | Tocopilla   | María Elena          |                                                           |

## Stanovništvo
Prema podacima iz 2002. godine u regiji živi 493.984 stanovnika, dok je prosječna gustoća stanovništva 3,9 stanovnika na km ². Na razini gradova, najveća naselja su Antofagasta, s 296.905 stanovnika i Pozo Almonte s 10.042 stanovnika. Krajem 19. i početkom 20. stoljeća, doseljen je veliki broj ljudi iz Europe (uglavnom Hrvati, Talijani, Španjolci, Grci, Englezi, Francuzi i Portugalci), te iz arapskih zemalja, kao što su Libanon i Sirija, te nešto u manjem broju iz Kine, Japana, Koreje, Peru i Bolivija.

## Vanjske poveznice
- Regionalna vlada Arica i Parinacota